# Wilhelm von Knyphausen
Wilhelm Reichsfreiherr (nemški plemiški naslov Reichsfreiherr) von Innhausen und Knyphausen  (4. november 1716 Lütetsburg, Vzhodna Frizija – 7. december 1800 Kassel) je bil Nemec častnik, ki je služil v Deželni grofiji Hesse-Kassel. Boril se je v ameriški revolucionarni vojni, med katero je poveljeval hessijskim pomožnim enotam v imenu Kraljevine Velike Britanije.

## Zgodnje življenje
Knyphausen se je rodil 4. novembra 1716 v Luksemburgu ali Vzhodni Friziji. Po očetovi smrti (polkovnika v nemškem polku pod vojvodo Marlboroughskim) se je njegova mati poročila z njegovim stricem Friedrichom Ernstom von Knyphausenom, članom pruskega tajnega sveta. Družina se je posledično preselila v Berlin, kjer se je mladi Knyphausen izobraževal. Leta 1734 je vstopil v prusko vojsko in se vztrajno vzpenjal po činih. Ko je bil leta 1759 v bitki pri Bergnu med sedemletno vojno ranjen, je bil že major. Naslednje leto je postal podpolkovnik v pehotnem polku Gilsa. Leta 1775 je bil v vojski Friderika Velikega povišan v generalpolkovnika. 

## Služenje v ameriških kolonijah
Eden pomembnejših voditeljev hessenskih plačancev, Nemcev, ki jih je Velika Britanija najela za pomoč pri zatiranju ameriške revolucije, je bil Wilhelm von Knyphausen. Leta 1776 je prispel z 12.000 hesenskimi najemniki in sodeloval v bitkah za Brooklyn in White Plains. Bil je odgovoren za uspešen napad, s katerim so zavzeli utrdbo Fort Washington na severni konici Manhattna. Do decembra 1776 sta bila George Washington in kontinentalna vojska preganjana čez New Jersey. Po uspešnem ameriškem napadu na Trenton v New Jerseyju zjutraj po božiču 1776 je bil glavni poveljnik hessenskih najemnikov v Ameriki, general Leopold Philip de Heister, odpoklican in ga je nadomestil von Knyphausen.
Von Knyphausenove sile so bile med kampanjo v Filadelfiji leta 1777 močno vpletene v boje. V bitki pri Brandywinu so njegove čete zadržale desni britanski bok, hkrati pa so jim ukazali, naj spremljajo ameriške sile, ki so prečkale potok Brandywine pri Chadds Fordu v Pensilvaniji. Ko so Britanci zapustili Filadelfijo, so von Knyphausenove čete vodile predhodnico britanskih sil, ki so se preselile v New York City in so bile v tem položaju, ko je Washington 28. junija 1778 napadel britansko vojsko v Monmouth Court House.
Do konca vojne so Knyphausen in njegovi možje varovali zgornji Manhattan, ko pa je sir Henry Clinton zapustil New York City, je Knyphausen prevzel poveljstvo nad združeno britansko in hesensko garnizijo, čeprav je imel mirujočo poveljniško mesto, saj so ga drugi britanski častniki prekašali. Do takrat se je večina vojnega prizorišča premaknila na jug. Ko se je vojna končala po obleganju Yorktowna in kapitulaciji Cornwallisove vojske, se je Knyphausen leta 1782 vrnil domov.

## Po vojni
Po vrnitvi v Nemčijo in postal vojaški guverner Kassela.
Ko se je markiz de Lafayette leta 1785 vrnil v Evropo, je vljudnostno obiskal Knyphausena in Washingtonu pisal o svojem srečanju s Knyphausnom, v katerem sta razpravljala o spominih na vojno in si izmenjala vljudnosti.
Znan je bil po svojem discipliniranem pristopu in učinkoviti uporabi hessenskih čet, ki so slovele po svojih vojaških spretnostih. Kljub nasprotovanju ameriškim revolucionarjem si je Knyphausen prislužil sloves relativno humanega in zadržanega vojaka.
Umrl je 7. decembra 1800 v Kasselu.